# Andrei Wassiljewitsch Abramow
Andrei Wassiljewitsch Abramow (russisch Андрей Васи́льевич Абрамов; * 5. Dezember 1935 in Ischewsk; † 4. Mai 1994) war ein sowjetischer Boxer. Er war Europameister der Amateure 1957, 1959 und 1961 jeweils im Schwergewicht.

## Werdegang
Andrei Abramow kam als Jugendlicher 1952 zum Boxen. Mit 18 Jahren trat er der Sowjetarmee bei und wurde in Moskau stationiert, wo er die besten Trainingsbedingungen vorfand. Er brachte für einen Schwergewichtler hervorragende körperliche Voraussetzungen mit. Bei einer Größe von 1,88 m wog er zu seinen besten Zeiten ca. 105 kg und war trotzdem beweglich und technisch sehr gut ausgebildet. Dafür waren seine Trainer A. Dudarew u. K. Birka verantwortlich. Auch Sergej Tscherbakow, der sowjetische Nationaltrainer jener Jahre trug zu den sehr bald kommenden Erfolgen von Abramow viel bei.
Nachdem der bis 1956 die sowjetische Boxszene im Schwergewicht beherrschende Litauer Algirdas Schozikas zurückgetreten war, gewann Abramow bei der sowjetischen Meisterschaft 1957 seinen ersten Titel vor Abdusalam Nurmachanow und Lew Senkin. Danach siegte Abramow bei den 6. Weltfestspielen der Jugend im Finale des Schwergewichts über den Tschechen Benesovsky. Im selben Jahr wurde er auch gleich bei der Europameisterschaft in Prag eingesetzt. Abramow siegte dort im Achtelfinale gegen den Finnen Mäkela durch K. o. in der 1. Runde, besiegte im Viertelfinale Ulli Nitzschke aus der DDR knapp mit 3:2 Punktrichterstimmen, gewann im Halbfinale gegen den starken Tschechen Jozef Nemec und besiegte im Finale den Rumänen Vasile Mariuţan klar nach Punkten. Der Lohn für diese Siege war der Gewinn des Europameister-Titels.
1958 gewann Abramow zum zweiten Male bei der sowjetischen Meisterschaft und siegte auch bei den 1. Armee-Meisterschaften der Sozialistischen Staaten in Leipzig im Schwergewicht.
1959 fehlte er verletzungsbedingt bei der sowjetischen Meisterschaft, wurde aber nach seiner Wiederherstellung bei der Europameisterschaft dieses Jahres in Luzern eingesetzt. Er siegte dort im Halbfinale über den Polen Wladyslaw Jedrzejewski und gewann im Finale über den Überraschungsmann dieses Turnieres den Engländer Dave Thomas nach Punkten.
1960 holte sich Abramow bei der sowjetischen Meisterschaft durch einen Finalsieg über Janis Lancers seinen dritten Titel und fuhr als hoher Favorit zu den Olympischen Spielen nach Rom. In Rom schlug er in der 1. Runde den Spanier Manuel Garcia, der gegen ihn in der 1. Runde verteidigungsunfähig aus dem Ring genommen werden musste. Im Viertelfinale traf er dann auf den Italiener Francesco de Piccoli, einen bis dahin in der internationalen Amateurboxszene unbekannten Mann. De Piccoli, der fast genauso groß und schwer wie Abramow war, war vor Rom mit der gesamten italienischen Boxstaffel in monatelanger „Kasernierung“ gezielt auf die Olympischen Spiele vorbereitet worden. Dieser Einsatz zahlte sich aus, denn de Piccoli beherrschte überraschenderweise Abramow klar und gewann einstimmig mit 5:0 Richterstimmen nach Punkten. De Piccoli wurde durch einen K.-o.-Sieg in der 2. Runde über den Südafrikaner Daan Bekker dann auch Olympiasieger, während Abramow leer ausging.
Abramow machte trotz dieser Enttäuschung weiter und siegte 1961 erneut bei der sowjetischen Meisterschaft. Er war auch bei der Europameisterschaft dieses Jahres in Belgrad am Start. Er gewann dort seinen dritten EM-Titel in Folge. Dabei musste er nur drei Kämpfe bestreiten, in denen er den Ungarn Laszlo Szabo durch K. o. in der 1. Runde und den Polen Zbigniew Gugniewicz und den Italiener Benito Penna jeweils nach Punkten besiegte.
In den Jahren 1962 und 1963 gewann Abramow seinen vierten und fünften sowjetischen Meistertitel im Schwergewicht. Bei der in seiner Heimatstadt Moskau stattfindenden Europameisterschaft wollte er seinen Erfolgen dann den vierten Europameistertitel hinzufügen. Es lief anfangs auch alles nach Plan, als er im Achtelfinale den Ungarn Antal Budai, im Viertelfinale den Deutschen Hans Huber und im Halbfinale den Italiener Dante Cane jeweils nach Punkten bezwang. Es war in diesen Kämpfen jedoch schon zu sehen, dass er doch nicht mehr ganz der alte war. Er war langsamer geworden und hatte mit konditionellen Problemen zu kämpfen. Diese Schwächen nutzte im Finale der Tscheche Jozef Nemec aus und ließ Abramow in manchen Situationen schlecht aussehen. Nemec erhielt einen 3:2-Punktsieg über Abramow, der sich deswegen mit dem Vize-Europameistertitel begnügen musste. Box-Experten sprachen trotzdem von einem krassen Fehlurteil (siehe Box-Sport Nr. 23 v. 4. Juni 1963, Seite 14).
1964 versuchte sich Abramow noch einmal für die Olympischen Spiele in Tokio zu qualifizieren. Er unterlag aber im Finale der sowjetischen Meisterschaft gegen Alexander Isossimow und wurde im weiteren Auswahlverfahren nicht mehr berücksichtigt.
Als Folge davon trat er Ende des Jahres 1964 zurück. Er hatte 160 Kämpfe bestritten, wovon er 148 gewann. Abramow war ohne Zweifel in den späten 1950er Jahren einer der weltbesten Schwergewichtler der Welt bei den Amateuren. Es wäre interessant gewesen, wie weit er es bei den Profis gebracht hätte, wenn er dazu die Möglichkeit gehabt hätte.
Länderkämpfe von Andrej Abramow (soweit bekannt)
- 1957 in Kiel, BRD gegen UdSSR, Punktsieger über Ulrich Ritter
- 1957 in Hamburg, BRD gegen UdSSR, Abbruchsieger 1. Runde über Uwe Jansen
- 1958 in London, London gegen Moskau, Sieger durch Abbruch in der 2. Runde über Page
- 1958 in Moskau, UdSSR gegen BRD, Aufgabesieger 2. Runde über Paul
- 1959 in Glasgow, Schottland gegen UdSSR, Punktsieger über Hobbs
- 1962 in London, England gegen UdSSR, Punktsieger über Ronald Davies

Ergebnisse der UdSSR-Meisterschaften im Schwergewicht von 1957 bis 1964
- 1957: 1. Andrej Abramow, 2. Abdusalam Nurmachanow, 3. Lew Senkin
- 1958: 1. Andrej Abramow, 2. Lew Senkin, 3. Jaris Lancers
- 1959: 1. Alexander Wladimirowitsch Isosimow, 2. Janis Lancers, 3. Abduslam Nurmachanow
- 1960: 1. Andrej Abramow, 2. Janis Lancers, 3. V. Grischin u. Lew Muchin
- 1961: 1. Andraj Abramow, 2. Anatoli Iwanow, 3. Janis Lancers u. Wadim Michailowitsch Jemeljanow
- 1962: 1. Andrej Abramow, 2. Abdusalam Nurmachanow, 3. V. Seleznow u. Nikolai Sucharjew
- 1963: 1. Andrej Abramow, 2. Alexander Isossimow, 3. Janis Lancers u. A. Baranow
- 1964: 1. Alexander Isossimow, 2. Andrej Abramow, 3. Janis Lancers u. Abdusalam Nurmachanow